# Ariadna sansibarica
Ariadna sansibarica är en spindelart som beskrevs av Embrik Strand 1907. Ariadna sansibarica ingår i släktet Ariadna och familjen sexögonspindlar. Inga underarter finns listade i Catalogue of Life.